# Hafen Rantum

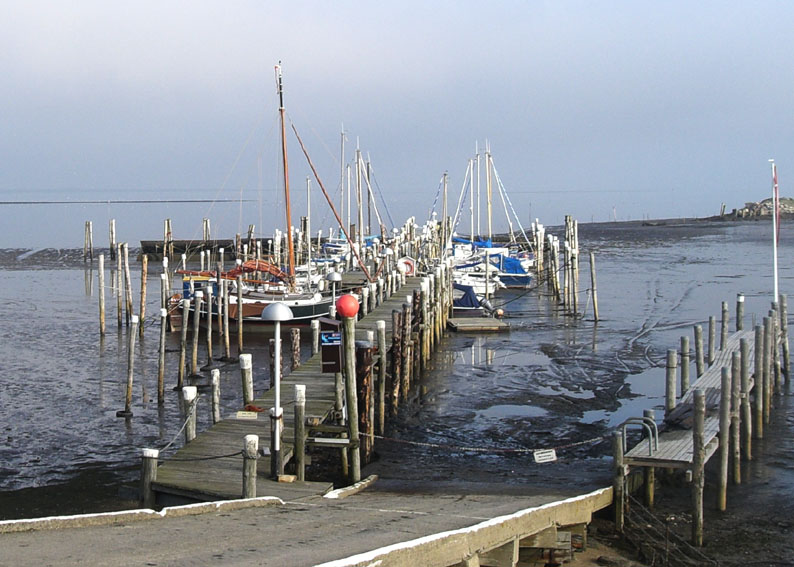
Hafen Rantum im März 2008

Der Hafen Rantum (auch Yachthafen Rantum) ist ein kleiner Sportboothafen und ehemaliger Fischereihafen an der Ostseite der Insel Sylt, in der Nähe der Ortschaft Rantum. Der Hafen fällt bei Ebbe trocken und ist aufgrund seiner Lage an der geschützten Ostseite der Insel nicht dem Seegang der Nordsee ausgesetzt. Boote bis zu einem Tiefgang von 1,20 m können den Hafen anlaufen. 
Der Yachthafen von Rantum ist der kleinste und zugleich jüngste der vier Häfen auf Sylt. Er entstand im Jahr 1977 unmittelbar an dem Areal des ehemaligen Seefliegerhorstes Rantum an der Süd-Ost-Ecke des Rantumbecken. An der Stelle des heutigen Hafens bestand zu Zeiten des Seefliegerhorstes eine Anlegestelle für Flugsicherungsboote. 
Der Hafen wurde ursprünglich errichtet, um Muschelfischern und kleineren Fischerbooten Gelegenheit zu geben, anzulegen. Es war sogar geplant, hier eine Anlegestelle für Ausflugsschiffe einzurichten. Trotz der verkehrsgünstigen Lage unweit der Inselmetropole Westerland war die Konkurrenz der etablierten Häfen in List und vor allem Hörnum derart stark, dass von einem weiteren touristischen Ausbau des Hafens Rantum Abstand genommen wurde. Hinzu kam, dass dieser Hafen tideabhängig ist und ein regelmäßiges Ausbaggern der Fahrrinne hohe Investitionen verlangt hätte. Inzwischen wird der Hafen daher ausschließlich von Sportbooten genutzt.